# Allium brandegeei
Allium brandegeei — вид трав'янистих рослин родини амарилісові (Amaryllidaceae), ендемік заходу й центрального заходу США.

## Опис
Цибулин 1–5, від яйцюватих до кулястих, 0.7–1.5 × 0.6–1.4 см; зовнішні оболонки від коричневих до сірувато-коричневих, перетинчасті; внутрішні оболонки від червоних до пурпурних або білі. Листки як правило, стійкі, зелені в період цвітіння, 2, листові пластини плоскі або жолобчасті, 8–27 см × 1–3 мм, краї цілі. Стеблина стійка, поодинока, пряма, 3–10(20) см × 1–3 мм. Зонтик стійкий, прямостійний, компактний, 8–25-квітковий, півсферичний, цибулинки невідомі. Квіти дзвінчасті, 5–8 мм; листочки оцвітини прямостійні, білі з яскраво вираженою від зеленої до пурпурової серединної жилки, від ланцетоподібних до еліптичних, ± рівні, на верхівці стають звивистими і жорсткими, краї цілі, верхівка від тупої до загостреною. Пиляки жовті; пилок жовтий або білий. Насіннєвий покрив блискучий. 2n = 14.
Період цвітіння: кінець квітня — липень.

## Поширення
Поширений у штатах Колорадо, Айдахо, Монтана, Невада, Орегон, Юта, Вайомінг (США).
Населяє піщаний, кам'янистий ґрунт; 1200–3300 м.